# Internationale reserve

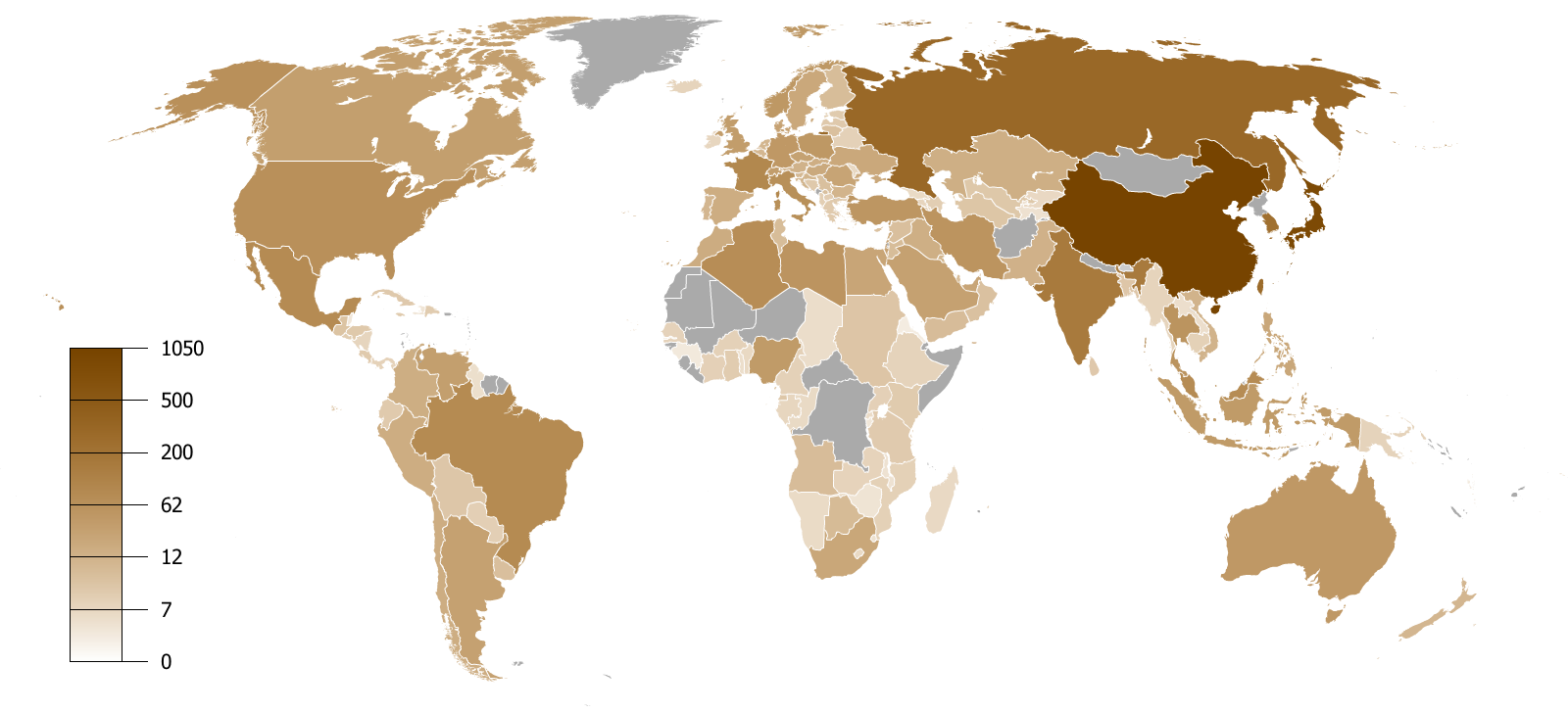
Reserves per land van buitenlandse valuta en goud

Internationale reserves zijn de hoeveelheden muntreserves, goudreserves, speciale trekkingsrechten en IMF-reserveposities die de centrale bank en monetaire overheid van een land in voorraad heeft. Vaak wordt ook de term valutareserves gebruikt, maar dit is alleen de muntreserve.

## Achtergrond
Het hebben van grote internationale reserves kan de overheid van een land in staat stellen de wisselkoersen te bepalen, meestal met het doel de economische omstandigheden van het eigen land te verbeteren. In theorie kan het manipuleren van de wisselkoersen deze buitenlandse valuta een stabiliteit gelijk aan de goudstandaard opleveren. In de praktijk blijkt dit echter lastig.
Er zijn kosten verbonden aan het verkrijgen en behouden van grote internationale reserves. Veranderingen in de wisselkoersen kunnen het aanleggen van reserves bemoeilijken of vergemakkelijken. Zo heeft de Volksrepubliek China een grote reserve Amerikaanse dollars. Als de dollar een zwakke positie krijgt op de beurs, vermindert dit de waarde van deze reservevoorraad.

## Geschiedenis
Internationale reserves bestonden oorspronkelijk enkel uit goud en af en toe zilver. Dit veranderde echter onder het systeem van Bretton Woods, waarin werd afgesproken ook buitenlandse valuta als internationaal betaalmiddel te gaan hanteren. Dit werd aanvankelijk de Amerikaanse dollar. Deze kon tot 1968 worden omgeruild voor goud via het Federal Reserve System. Sinds 1973 kan echter geen enkele grote valuta meer voor een vaste prijs voor goud worden ingeruild.

## Overzicht
Eind 2007 bestond 63,9% van de buitenlandse valuta-reserves in de wereld uit dollars, en 26,5% uit euro’s.
De top 10 van landen met de grootste buitenlandse valuta-reserves in 2009
| Rang | Land/Monotaire overheid         | miljard USD (einde van de maand) |
| ---- | ------------------------------- | -------------------------------- |
| 1    | Volksrepubliek China            | $ 2273 (Sep 2009)                |
| 2    | Japan                           | $ 1019 (Jun 2009)                |
| -    | Eurozone                        | $ 531 (Feb 2009)                 |
| 3    | Rusland                         | $ 444 (Nov 2009)                 |
| 4    | Republiek China (Taiwan)        | $ 321.09 (Apr 2009)              |
| 5    | India                           | $ 285.5 (Oct 2009)               |
| 6    | Zuid-Korea                      | $ 270.9 (Nov 2009)               |
| 7    | Hongkong (Volksrepubliek China) | $ 240 (Nov 2009)                 |
| 8    | Brazilië                        | $ 239 (Nov 2009)                 |
| 9    | Duitsland                       | $ 184 (Sep 2009)                 |
| 10   | Singapore                       | $ 182 (Sep 2009)                 |

- Nederland staat op de 43e plaats, met een totaal van 36,904 miljoen dollar.
- België staat op de 49e plaats met een totaal van 22,026 miljoen dollar.